# 43 Baza Lotnicza Marynarki Wojennej
43 Baza Lotnicza Marynarki Wojennej – baza lotnicza Marynarki Wojennej funkcjonująca w latach 2003–2010 na lotnisku w Gdyni-Babich Dołach.

## Historia
43 Baza Lotnicza MW powstała z dniem 1 stycznia 2003 na bazie istniejących dotychczas na Babich Dołach jednostek: 3 Batalionu Zabezpieczenia MW oraz 42 Dywizjonu Technicznego. Zadania nowo powstałej bazy były takie same, jakie realizował do tej pory 3 batalion zabezpieczenia: zabezpieczenie logistyczne 28 Eskadry Lotniczej, Dowództwa Brygady Lotnictwa Marynarki Wojennej oraz wsparcie sił i środków państw NATO bazujących na lotnisku Gdynia-Babie Doły.
12 września 2005 roku podczas uroczystej zbiórki 43.BLot MW otrzymała sztandar, a na podstawie Decyzji Nr 281/MON z dnia 24 sierpnia 2015przejęła po 3 batalionie zabezpieczenia tradycje oraz imię patrona (kmdr ppor. Zygmunt Horyd) i datę święta jednostki (12 września – dla upamiętnienia bohaterskiej śmierci patrona kmdr. ppor. Zygmunta Horyda). Rodzicami chrzestnymi sztandaru byli prezydent Gdyni Wojciech Szczurek oraz wnuczka patrona jednostki Hanna Bardzik.
Na podstawie Decyzji Nr 352/MON w bazie została wprowadzona odznaka pamiątkowa.
1 stycznia 2011 roku 43 Bazę Lotniczą MW przeformowano w 43 Bazę Lotnictwa Morskiego. W strukturę nowej jednostki włączono także stacjonującą na lotnisku w Gdyni Babich Dołach 28 Pucką Eskadrę Lotniczą.

## Dowódcy
- kmdr Janusz Stateczny (2003–2007)
- p.o. kmdr por. Eugeniusz Trzpis (2007)
- kmdr Mirosław Badurowicz (2007–2010)

## Tradycje
43 Baza Lotnicza MW zgodnie z decyzją Ministra Obrony Narodowej nr 281/MON z 24 sierpnia 2005 kultywuje tradycje jednostki:
- 3 Batalion Zabezpieczenia im. kmdr. ppor. Zygmunta Horyda